# Beardstown
Beardstown és una població dels Estats Units a l'estat d'Illinois. Segons el cens del 2000 tenia 5.766 habitants.

## Demografia
Segons el cens del 2000, Beardstown tenia 5.766 habitants, 2.172 habitatges, i 1.437 famílies. La densitat de població era de 652,9 habitants/km².
Dels 2.172 habitatges en un 32,5% hi vivien nens de menys de 18 anys, en un 49,1% hi vivien parelles casades, en un 11,8% dones solteres, i en un 33,8% no eren unitats familiars. En el 28,2% dels habitatges hi vivien persones soles el 14,4% de les quals corresponia a persones de 65 anys o més que vivien soles. El nombre mitjà de persones vivint en cada habitatge era de 2,59 i el nombre mitjà de persones que vivien en cada família era de 3,11.
Per edats la població es repartia de la següent manera: un 26,1% tenia menys de 18 anys, un 9,8% entre 18 i 24, un 29,2% entre 25 i 44, un 19,4% de 45 a 60 i un 15,5% 65 anys o més.
L'edat mediana era de 34 anys. Per cada 100 dones de 18 o més anys hi havia 95,3 homes.
La renda mediana per habitatge era de 29.104 $ i la renda mediana per família de 31.951 $. Els homes tenien una renda mediana de 25.481 $ mentre que les dones 20.054 $. La renda per capita de la població era de 13.777 $. Aproximadament el 17% de les famílies i el 19,8% de la població estaven per davall del llindar de pobresa.

## Poblacions més properes
El següent diagrama mostra les poblacions més properes.